# Portret Katriny Hooghsaet
Portret Katriny Hooghsaet – obraz Rembrandta Harmenszoona van Rijn.
Obraz został namalowany w roku bankructwa Rembrandta. Jego majątek został wystawiony na licytację, a sam mistrz musiał wyprowadzić się do biedniejszej dzielnicy Amsterdamu. Portret został sporządzony zgodnie ze stylem malarza, który preferował w latach trzydziestych XVII w. Odznaczał się wysoką jakością wykończenia portretu, czym wyróżniał się od tych sporządzonych w późniejszych latach, np. od Portretu Hendrickje Stoffels w fioletowym berecie z 1655 roku.
Katrina Hooghsaet była żoną farbiarza i menonitą. Wyznawcy ci byli mniej rygorystyczni od kalwinistów i nosili się podobnie jak kwakrzy. Na głowie starszej kobiety widać artystycznie wykonany czepek, na sobie ma jedwabną sukienkę, złote kolczyki z perłami i pierścionki. Pozorna surowość stroju i spokój ducha jaki emanuje z twarzy Katriny, podkreśla jej wysoki status społeczny.
Obraz znajduje się w prywatnej kolekcji rodziny Douglas-Pennant w walijskim zamku Penrhyn Castle. W Holandii został wystawiany jedynie trzy razy: w 1906, 1956 i 2007 roku, w rocznice obchodów dni Rembrandta.